# Euxestonotus risbeci
Euxestonotus risbeci är en stekelart som beskrevs av Peter Neerup Buhl 2004. Euxestonotus risbeci ingår i släktet Euxestonotus och familjen gallmyggesteklar. Inga underarter finns listade i Catalogue of Life.